# フリーソフトウェアイニシアティブ
フリーソフトウェアイニシアティブ（英文名称: The Free Software Initiative of Japan、FSIJ）は、日本の特定非営利活動法人 (NPO)。日本初の自由ソフトウェア関連団体である。フリーソフトウェア財団など海外の自由ソフトウェア団体とも連携して活動する。

## 概要
ソフトウェア開発者や利用者への支援や自由ソフトウェア関連の情報集積や発信を目的としている。初代理事長の井田昌之は、従来からボランティアで活動による功績はあったが、継続的な活動のためには法人としての団体が必要と実感したために設立した、と語っている。2006年の時点では、従業員はおらず、約40人の個人メンバーがボランティアとして活動している、と当時の理事長である新部裕は述べている。

## 活動
- 自由ソフトウェアに関する月例会の開催
- 自由ソフトウェアに関するカンファレンスや講演会の開催
- CodeFestの開催
- 電子鍵管理デバイスの自由ソフトウェア Gnuk の研究開発

## 沿革
- 2002年6月17日: NPO法人登記[1]
- 2002年7月10日: 参加会員募集開始[1]